# Fritz Gusenleitner
Fritz Josef Gusenleitner (* 27. Jänner 1957 in Linz), auch als Friedrich Gusenleitner bekannt, ist ein österreichischer Entomologe. Sein Forschungsschwerpunkt sind die Hautflügler (Hymenoptera).

## Leben
Gusenleitner ist der Sohn von Josef (* 1929) und Herta Gusenleitner. Sein Vater war ebenfalls Entomologe, seine Mutter eine Hausfrau. Bereits als Kind begann er Insekten zu sammeln, zunächst Käfer und ab 1965 Goldwespen. Von 1963 bis 1967 absolvierte er die Volksschule im Linzer Stadtteil Froschberg. Ab 1967 besuchte er das Bundesrealgymnasium Linz Fadingerstraße, wo er 1975 seine Matura ablegte. Im selben Jahr schrieb er sich an der Universität Salzburg ein, wo er 1980 seinen Magisterabschluss in Biologie und Geologie erlangte. Von 1980 bis 1981 machte er seinen Präsenzdienst als Sanitätsgehilfe in Hörsching. 1981 kam er an das Oberösterreichische Landesmuseum, wo er zunächst die Wirbellosenabteilung leitete. Ab 1992 wurde er Leiter der entomologischen Sammlung und von 2014 bis 2019 war er Leiter des Biologiezentrums Linz. Von 1987 bis 1995 war er Schriftleiter der Entomologischen Arbeitsgemeinschaft am Oberösterreichischen Landesmuseum. Von 1983 bis 1990 war er Mitglied des Naturschutzbeirates der Oberösterreichischen Landesregierung. Ab 2003 wurde er Vorstandsmitglied und von 2005 bis 2013 war er Vizepräsident der Österreichischen Entomologischen Gesellschaft. Seit 2015 ist er im Ausschussrat der Sektion Wissenschaftsgeschichte der Zoologisch-Botanischen Gesellschaft in Österreich.
Zu Gusenleitners Forschungs- und Sammlungsaufgaben zählen der Aufbau der wissenschaftlichen Hautflüglersammlung (Wespen, Bienen Ameisen) am Oberösterreichischen Landesmuseum sowie der Aufbau eines weltweiten wissenschaftlichen Forschernetzwerks, Wissenschaftshistorische Studien zur Wissenschaftsgeschichte in Österreich sowie ausgewählte Forscherporträts mit Bio- und Bibliographie, Wildbienenforschung in Österreich, einschließlich der Erstellung einer aktuellen Checkliste der Bienen Österreichs sowie taxonomische Forschungen über die Gattung der Sandbienen (Andrena). Gusenleitner ist Chefredakteur der Zeitschriften Linzer biologische Beiträge und Entomofauna. Gemeinsam mit Michael Malicky ist er einer der federführenden Redakteure hinter ZOBODAT, der europaweit größten und bedeutendsten Open-Access-Online-Literaturdatenbank für Botanik, Zoologie, Geowissenschaft und Naturschutz.

## Neubeschreibungen
Folgende Arten wurden von Fritz Gusenleitner beschrieben:
- Andrena schwarzella[1]
- Andrena selena[2]
- Andrena (Carandrena) eddaensis[3]
- Andrena (Carandrena) pesleria[3]
- Andrena (Melandrrena) elmaria[3]
- Andrena (Lepidandrena) tinaria[3]
- Andrena (Lepidandrena) elisaria[3]
- Andrena (Lepidandrena) statusa[3]
- Andrena (Zonandrena) sigiella[3]
- Andrena (Zonandrena) musica[3]
- Andrena (Crysandrena) dilleri[3]
- Andrena (Hoplandrena) schonitzeri[3]
- Andrena (Hoplandrena) schuberthi[3]
- Andrena (Hoplandrena) labergeiella[3]
- Andrena (Margandrena) krausiella[3]
- Andrena (Didonia) teunisseni[3]
- Nomada alpigena[4]
- Chelostoma josefi[5]
- Chelostoma styriacum[6]
- Andrena (Nobandrena) comptaeformis[7]
- Andrena (Parandrena) wolfi[8]
- Andrena (Parandrena) negevana[8]
- Osmia (Micreriades) mazzuccoi[9]
- Andrena (Poecilandrena) arabica[10]
- Andrena (Poecilandrena) maidaqi[10]
- Andrena (Margandrena) elsei[11]
- Zethus puehringeri[12]
- Northeumenes hiesli (auch Gattung neu beschrieben)[12]
- Nomada pilosa[13]

## Dedikationsnamen
Nach Fritz Gusenleitner sind unter anderem die Grabwespenart Pemphredon gusenleitneri und die Blattwespenart Blennocampa gusenleitneri benannt worden.